# 改變課堂
《改變課堂》為韓國tvN的綜藝節目，由金成柱、李笛等人共同主持，節目每以世界各國的創意課堂為主軸，討論不同於傳統課堂進行方式的教育可能性。

## 節目固定嘉賓
- 趙勝延（韓國世界文化專業講師）
- 崔兌誠（韓國歷史講師）

## 各集內容
| 集數 | 播放日期      | 嘉賓 |
| ---- | ------------- | ---- |
| 1    | 2017年5月18日 |      |